# Лементарьов Степан Гаврилович
Степан Гаврилович Лементарьов (нар. 8 січня 1948, Українська РСР) — радянський та український футболіст та тренер, виступав на позиції захисника та півзахисника.

## Кар'єра гравця
Вихованець ДЮСШ міста Жовті Води, перший тренер — Борис Бормаченко. Футбольну кар'єру розпочав 1967 року в місцевому «Авангарді». У 1971 році на запрошення головного тренера Леоніда Родоса перейшов у тернопільський «Авангард», який змінив назву на «Будівельник». У 1973 році виступав у військовій команді СК «Чернігів». У 1974 році по завершенні військової служби повернувся до «Будівельника», в якому завершив кар'єру гравця. Потім виступав в аматорських клубах «Нафтовик» (Новий Узень) та «Ватра» (Тернопіль).

## Кар'єра тренера
По завершення кар'єри гравця розпочав тренерську діяльність. Спочатку тренував аматорський клуб «Ватра» (Тернопіль), а в 1985 році повернувся до міста Жовті Води, де приєднався до «Авангарду». Після відставки Василя Кузьмінського до вересня 1992 року очолював «Сіріус» (Жовті Води). У 1994 році переїхав до Червонограду (батьківщина його матері); де працював учителем фізичної культури у середній школі.

## Досягнення

### Як тренера
«Авангард» (Жовті Води) (асистент)
- Чемпіонат Дніпропетровської області
  -  Чемпіон (1): 1989